# Інамі (Вакаяма)
Інамі (яп. 印南町, いなみちょう, інамі тьо ) — містечко в Японії, у центрально-західній частині префектури Вакаяма.